# Le Chemin des Dames
Le Chemin des Dames est un ouvrage historique de Pierre Miquel publié en 1997.

## Résumé
Le 15 avril 1917, 3 armées françaises sont en place pour une offensive sur une barre rocheuse sur les rives de l'Aisne le 16. Elles sont dirigées par Nivelle ainsi que les autres forces alliées soit 850 000 hommes, 5 000 canons et 200 chars ainsi que 500 avions et 35 ballons qui assurent la reconnaissance.
 
Le 7 avril les Allemands s'emparent d'un plan allié et construisent des abris bétonnés. Malgré l'échec de l'attaque lors de la 1re journée, Nivelle décide de continuer le lendemain et Reims est incendiée par les troupes allemandes.

Le 9 mai Nivelle reconnaît son échec, écarté le 15 et remplacé par Pétain.
 
En juin, les désertions se multiplient et les condamnations se multiplient. En 3 mois, les Français perdent 52 000 tués et disparus et 103 000 blessés.